# Tokyo Police Club
I Tokyo Police Club sono un gruppo musicale indie rock canadese formatosi nel 2007 a Toronto.

## Formazione
- David Monks – voce, basso
- Graham Wright – tastiera, voce secondaria
- Josh Hook – chitarra
- Greg Alsop – batteria, percussioni

## Discografia

### Album in studio
- 2008 – Elephant Shell
- 2010 – Champ
- 2011 – Ten Songs, Ten Years, Ten Days
- 2014 – Forcefield

### EP
- 2006 – A Lesson in Crime
- 2007 – Smith EP